# Max Silberschmidt (Jurist)
Max Silberschmidt (* 23. Oktober 1853 in Braunschweig; † 21. Juni 1932 in Bad Harzburg) war ein deutscher Justizrat und Rechtsanwalt.

## Leben und Werk
Der getaufte Sohn des jüdischen Advokaten Hirsch Hermann Silberschmidt (1801–1866) studierte Rechtswissenschaften und wurde 1876 Auditor. Seit Januar 1878 war er bei der Kreisdirektion Helmstedt tätig, bevor er im Oktober des Jahres an das Kreisgericht Braunschweig wechselte. Er arbeitete als Rechtsanwalt und war Mitglied in den Aufsichtsräten mehrerer Unternehmen, darunter Grimme, Natalis & Co. und die Pantherwerke. Die Aufsichtsrattätigkeit machte ihn äußerst wohlhabend. Im Jahre 1917 wurde er Hauptbevollmächtigter der Hamburger Versicherungs-Aktiengesellschaft. Silberschmidt war Mitglied des Braunschweigischen Geschichtsvereins sowie des Deutsch-Österreichischen Alpenvereins. Er starb 1932 in Bad Harzburg und wurde auf dem Braunschweiger Hauptfriedhof bestattet.

### Familie
Silberschmidt war mit einer Christin verheiratet. Aus der Ehe gingen fünf Kinder hervor. Die älteste Tochter Anna kam 1944 bei einem Bombenangriff auf Braunschweig ums Leben. Die jüngere Tochter Elisabeth emigrierte nach Portugal. Die Tochter Margaret Silberschmidt heiratete Erich Scheyer, Mitinhaber der Braunschweiger Konservenfabrik Maseberg. Beide emigrierten 1938 nach England. Der 1898 geborene Sohn Hans Silberschmidt, ein Braunschweiger Kaufmann, nahm am Ersten Weltkrieg teil und wurde mit dem Eisernen Kreuz 1. Klasse ausgezeichnet. Er war auch Teilnehmer am Zweiten Weltkrieg, wurde jedoch 1941 als „Halbjude“ entlassen. Er wurde 1944 verhaftet und als Zwangsarbeiter in das KZ-Außenlager Blankenburg gebracht, wo er bis zum Ende des Krieges blieb.